# 19.ª Calle Suroeste
La 19.ª Calle Suroeste o Decimonovena Calle Suroeste es una vía del cuadrante suroeste de Managua, Nicaragua. Se extiende en sentido este-oeste conectando diversos barrios residenciales e institucionales de la capital.

## Trazado
La calle comienza en la 11.ª Avenida Suroeste en el barrio Bolonia, pasando por zonas mixtas de uso residencial e institucional. Atraviesa importantes avenidas como la 13.ª Avenida Suroeste, la 15.ª Avenida Suroeste, y la 27.ª Avenida Suroeste, hasta concluir en la 36.ª Avenida Suroeste en el barrio Llamas del Bosque.

## Intersecciones principales
- 11.ª Avenida Suroeste – Entrada desde el barrio Bolonia
- 13.ª Avenida Suroeste – Cruce institucional
- 15.ª Avenida Suroeste – Acceso a Batahola Norte
- 27.ª Avenida Suroeste – Eje norte-sur en zona residencial
- 36.ª Avenida Suroeste – Conexión con Llamas del Bosque

## Barrios que atraviesa
- Bolonia
- Batahola Norte
- Llamas del Bosque

## Coordenadas
12°8′17″N 86°17′45″O / 12.13806, -86.29583